# Arrondissement de Steinfurt (Lippe)
Pour l'arrondissement actuel, voir Arrondissement de Steinfurt.
L'arrondissement de Steinfurt est une ancienne subdivision administrative française du département des Bouches-de-l'Yssel puis de la Lippe créée le 1er janvier 1811 et supprimée le 11 avril 1814.

## Composition
Il comprenait les cantons de Ahaus, Billerbeck, Coesfeld, Ochtrup, Rheine et Steinfurt.